# تافلوبروست
تافلوبروست (بالإنجليزية: Tafluprost)‏ هو دواء يُستعمل في علاج:
- ماء أزرق[9]